# NetEase
NetEase, Inc. (chinês tradicional: 網易, chinês simplificado: 网易, pinyin: WǎngYì) é uma empresa chinesa de tecnologia da Internet que fornece serviços on-line centrados em conteúdo, comunidade, comunicações e comércio. A empresa foi fundada em 1997 por Ding Lei. A NetEase desenvolve e opera jogos online para PC e dispositivos móveis, serviços de publicidade, serviços de e-mail e plataformas de comércio eletrônico na China. É uma das maiores empresas de Internet e jogos eletrônicos do mundo. A empresa também possui várias fazendas de porcos.
Alguns dos jogos da NetEase incluem a série Westward Journey (Fantasy Westward Journey, Westward Journey Online II, Fantasy Westward Journey II e New Westward Journey Online II), além de outros jogos, como Tianxia III, Heroes of Tang Dynasty Zero ,Ghost II e Identity V.A NetEase também faz parceria com a Blizzard Entertainment para operar versões locais de Warcraft III , World of Warcraft, Hearthstone, StarCraft II, Diablo III: Reaper of Souls, Overwatch na China, o jogo de RPG Onmyoji e o Onmyoji Arena MOBA. Eles também estão desenvolvendo seu primeiro jogo on-line multijogador VR desenvolvido com um cenário de mundo aberto, chamado Nostos.

## História
A empresa foi fundada em junho de 1997 pelo empresário chinês Ding Lei e cresceu rapidamente devido, em parte, ao seu investimento em tecnologia de mecanismo de busca e em jogos de RPG online para vários jogadores. Seu primeiro MMORPG desenvolvido internamente foi o Fantasy Westward Journey. A série Westward Journey começou em 2001 e inclui o Westward Journey Online II.
- 2000: O NetEase tornou-se público em Wall Street através de uma entidade de interesse variável (VIE) com sede nas Ilhas Cayman.
- 2001: O NetEase foi retirado da NASDAQ por acusações de seus diretores estarem envolvidos em práticas fraudulentas de divulgação de resultados.
- 2004: O fundador e arquiteto-chefe da NetEase, William Ding (Ding Lei), ganhou o Wharton Infosys Business Transformation Award por seu uso inovador da tecnologia da informação. Ding se tornou um dos indivíduos mais ricos da China depois de fundar a NetEase.
- 2008: o domínio 163.com atraiu pelo menos 1,8 milhão de visitantes anualmente até 2008, de acordo com uma pesquisa do Compete.com.[5]
- 2010: o sítio foi o 28.º mais visitado no mundo, de acordo com o ranking da Alexa na Internet[6] e, em agosto de 2010, foi o 27.º sítio mais visitado, atraindo mais tráfego do que os sítios da AOL, BBC, Flickr, Craigslist, Apple, CNN, LinkedIn, Adobe, CNet, ESPN.
- 2012: o nome inglês oficial da empresa foi alterado de NetEase.com, Inc para NetEase, Inc.[7] Em abril de 2012, o NetEase começou a testar um aplicativo móvel de recomendação de restaurante chamado "Fan Fan".[8][9] A empresa colaborou com o coursera.org para fornecer o Massive Open Online Course (MOOC) na China.[10]
- 2017: A NetEase fez um acordo com a empresa americana Marvel Comics para desenvolver uma história em quadrinhos baseada em um super-herói chinês. Além disso, 12 cópias em quadrinhos da Marvel serão lançadas online, como The Amazing Spider-Man, Captain America e Guardians of the Galaxy.[11]
- 2018: A NetEase investe cem milhões de dólares na Bungie para uma participação minoritária na empresa e um assento no conselho de administração.[12] Em dezembro do mesmo ano, a NetEase investiu no desenvolvedor da Nova Zelândia A44 (formalmente conhecido como Aurora 44),[13] e vendeu seus negócios de quadrinhos para Bilibili.
- 2019: a NetEase obtém uma participação minoritária na Quantic Dream por um investimento não divulgado.[14]

Em janeiro de 2020, a NetEase discutiu listagens secundárias com a Hong Kong Exchanges and Clearing.

## Jogos

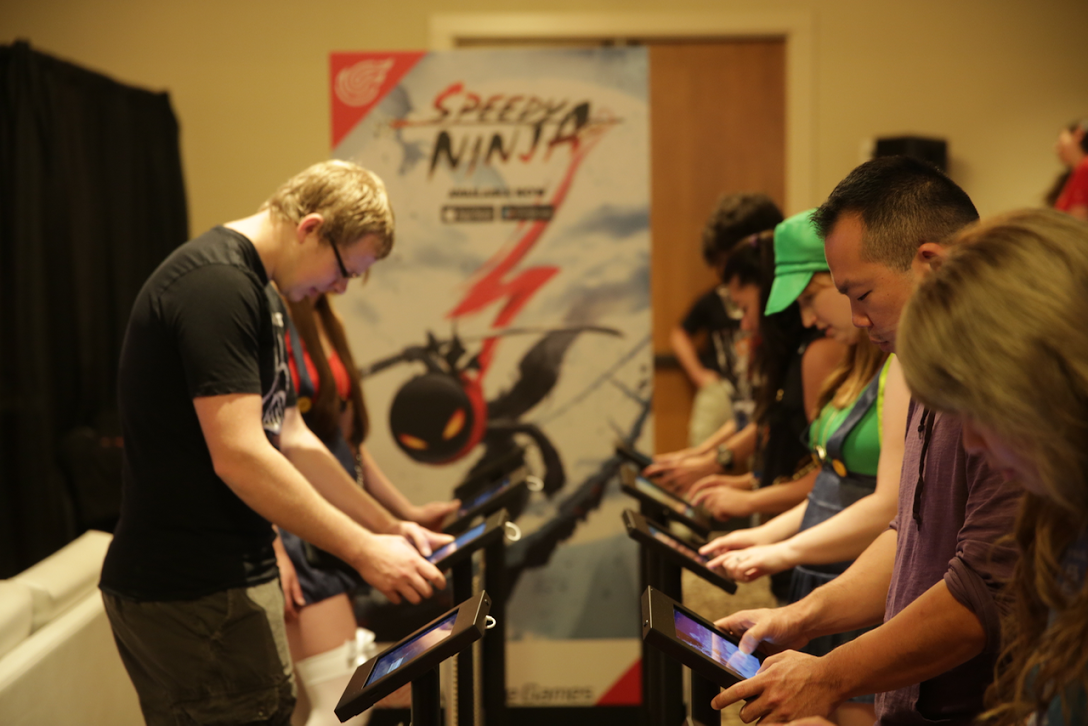
Jogadores testando o novo lançamento do Speedy Ninja no PAX 2015

Jogos para PC: Fantasy Westward Journey II, Westward Journey Online II, New Ghost, Tianxia III, Revelation, Demon Seals, Hegemon -‐ King of Western Chu, Rules of Survival.
Jogos para celular: Fantasy Westward Journey para celular, Westward Journey Online para celular, Invencible, jogo para celular Kung Fu Panda 3, The X-World, Kai-Ri-Sei Million Arthur, Chrono Blade e Hearthstone, Cyber Hunter, Survival Royale, Rules of Survival, Knives Out, Life After, Fortcraft, série Onmyoji e Identidade V.
Em 2017, a NetEase Games anunciou uma colaboração com a Qualcomm para otimizar seu Messiah Game Engine para as séries Vulkan e Snapdragon 800.
Knives Out (2017) é um dos jogos mais populares de batalha real, tendo atingido mais de 250 milhões de jogadores.
Novos jogos planejados para o lançamento: Fantasy Westward Journey: Warriors, New Ghost Mobile, uma série de novos títulos baseados em romances de Gu Long e uma versão de Minecraft e Minecraft: Pocket Edition para China. Na terça-feira, 28 de maio, foi anunciado em uma conferência de imprensa da Pokémon em Tóquio que a NetEase estaria desenvolvendo uma versão de ''Pokémon Quest'' para dispositivos chineses.
Jogo lançado no Titan Studio: Creative Destruction para PC e Mobile.

## Expansão
A NetEase lançou sua primeira sede ocidental em agosto de 2014, levando uma das maiores empresas de tecnologia da China para os EUA. Em 2015, a NetEase North America, braço da gigante chinesa de tecnologia em San Francisco, anunciou uma nova iniciativa de financiamento para desenvolvedores independentes. Conhecido como o NetEase Success Fund, o esquema oferece uma alternativa à publicação tradicional, fornecendo até 500 mil dólares para cada desenvolvedor aceito para financiar marketing e publicidade. Além disso, os desenvolvedores premiados recebem os direitos, controle criativo e propriedade total de seus produtos. Em dezembro de 2015, o braço da NetEase Capital Venture fez um investimento de 2,5 milhões de dólares no Reforged Studios, um estúdio de jogos de capital fechado com sede em Helsinque.

## Serviço de streaming de música
O NetEase possui um serviço de streaming de música sob demanda; 网易云音乐 (semelhante a "NetEase cloud music", em inglês).

## Significado do número 163
O endereço do site oficial da NetEase é 163.com. Isso foi atribuído ao passado, quando os usuários chineses da Internet precisavam discar "163" para se conectar à Internet, antes da disponibilidade da Internet de banda larga.